# عنکبوت آبی
عنکبوت آبی (مجاری: Vízipók-csodapók) نام یک مجموعهٔ کارتونی مجارستانی است که در سال ۱۹۷۸ میلادی ساخته شد و پخش آن تا سال ۱۹۸۸ میلادی ادامه داشت.
این کارتون آموزشی، در ۳ فصل و ۳۹ قسمت تولید شده و هر قسمت آن ۷–۵ دقیقه بود و داستان آن دربارهٔ یک عنکبوت هشت‌چشم بود که در حبابی زیر آب، در یک برکهٔ سرسبز زندگی می‌کرد.
عنکبوت آبی در دههٔ ۶۰ خورشیدی از تلویزیون ایران نیز پخش شد.